# HMS Dolphin (1751)
Дельфин (англ. HMS Dolphin) — британский 24-пушечный фрегат, первый корабль совершивший кругосветное плавание дважды, под командованием сначала Джона Байрона, затем Самюэла Уоллиса. Построен в 1751 году. До 1764 использовался как исследовательский корабль. Служил до 1777 года, затем разобран.

## Семилетняя война
После начала Семилетней войны «Дельфин» был мобилизован в Королевский флот, с присвоением 6 ранга. В 1756 году присутствовал в сражении при Минорке, под общим командованием адмирала Бинга, но в активных боевых действиях не участвовал. 
В ночь с 24 на 25 ноября 1757 года совместно с HMS Hussar потопил французский Alcyon, номинально 50-пушечный, вооруженный en flûte.

## Первое кругосветное плавание
После успешного окончания Семилетней войны в 1763 году Великобритании сосредоточилась на укреплении новых владений и продолжала расширять своё влияние по всему миру за счёт других держав. С первыми исследованиями Тихого океана возник интерес к нему как новому пути в Ост-Индию. Интерес к исследованию усиливался теорией о том, что в южных широтах должен быть новый континент, так называемая лат. Terra Australis Incognita. 
Не связанное военными нуждами, Адмиралтейство могло выделить деньги, корабли и людей на исследовательские цели. Соответственно вскоре была снаряжена экспедиция с целью исследовать Южную Атлантику и создать там базу для дальнейших исследований с прицелом на Тихий океан. Другой целью было открытие новых земель вообще, которые могли быть присоединены короной, а в случае необходимости, достижение Дальнего Востока. В качестве головного корабля был выбран «Дельфин», ему придали шлюп HMS Tamar и судно снабжения Florida. 
Капитаном «Дельфина» в первом плавании был назначен Джон Байрон, опытный 42-летний моряк. Через старшего брата Уильяма Байрона он приходится предком знаменитому поэту. Кругосветное плавание «Дельфина» было самым быстрым на тот момент и впервые заняло меньше двух лет.

## Второе кругосветное плавание
Второе кругосветное плавание состоялось в 1766-1767 годах под командованием Самюэла Уоллиса. «Дельфин» вышел в сопровождении шлюпа HMS Swallow под командованием Филиппа Картерета, который участвовал в плавании Байрона. Среди других моряков, перешедших во второе плавание, был Джон Гор (англ. John Gore), ставший помощником шкипера. Сам шкипер второго плавания, Джордж Робертсон (англ. George Robertson) впоследствии выпустил книгу, где описал путешествие. При проходе Магелланова пролива корабли потеряли друг друга, и фрегат продолжил путь в одиночку.